# Rex Hartwig
Rex Noel Hartwig (Culcairn, 2 settembre 1929 – Wangaratta, 30 dicembre 2022) è stato un tennista australiano.

## Biografia
Ottimo giocatore di doppio ha raggiunto cinque finali del Grande Slam, tutte insieme al connazionale Mervyn Rose, vincendone quattro.

La prima è stata al Torneo di Wimbledon 1953 ma sono stati sconfitti da un'altra coppia australiana formata da Lew Hoad e Ken Rosewall. Agli Us Open dello stesso anno arriva la prima vittoria contro gli americani Gardnar Mulloy e Bill Talbert.

Nel 1954 vincono gli Australian Championships contro Neale Fraser e Clive Wilderspin, a Wimbledon raggiungono nuovamente la finale riuscendo a vincere il titolo, questa volta contro Vic Seixas e Tony Trabert.

L'ultimo titolo lo vincono al Torneo di Wimbledon 1955 dove raggiungono per la terza volta consecutiva la finale e riescono a battere Neale Fraser e Ken Rosewall.

Nel singolare è arrivato per due volte alla finale di un torneo dello Slam, entrambe nel 1954. Agli Australian Open è stato sconfitto in quattro set da Mervyn Rose mentre agli U.S. National Championships 1954 ha perso in quattro set contro Vic Seixas.

Nel doppio misto ha raggiunto quattro finali vincendo due titoli.

La prima arriva agli Australian Championships 1953 insieme a Julia Sampson dove sono riusciti a sconfiggere in due set Maureen Connolly e Hamilton Richardson. Sempre assieme alla Sampson arriva in finale agli U.S. National Championships 1953 ma vengono sconfitti da Doris Hart e Vic Seixas.

Nel 1954 cambia partner e con Thelma Coyne Long vince il primo Slam stagionale vincendo gli Australian Championships ai danni di Beryl Penrose e John Bromwich. Arriva in finale anche agli Internazionali di Francia 1954, questa volta insieme alla francese Jacqueline Patorni, ma vengono sconfitti da Maureen Connolly e Lew Hoad.

Tra il 1953 e il 1955 ha fatto parte del team australiano in Coppa Davis.

## Finali del Grande Slam

### Finali perse (2)
| Anno | Torneo                   | Avversario in finale | Risultato       |
| 1954 | Australian Championships | Mervyn Rose          | 6-2 0-6 6-4 6-2 |
| 1954 | U.S. Championships       | Vic Seixas           | 3-6 6-2 6-4 6-4 |